# Erica Hooker
Erica Hooker, född 15 december 1953, är en australisk friidrottare. Hon deltog vid olympiska sommarspelen 1972.